# The Midsummer Marriage
The Midsummer Marriage (título original en inglés; en español, El matrimonio del solsticio de verano) es una ópera en tres actos con música de Michael Tippett sobre libreto del compositor. Compuesta entre 1946 y 1952, se estrenó en Covent Garden de Londres el 27 de enero de 1955, bajo la dirección de John Pritchard.
En las estadísticas de Operabase aparece con sólo dos representaciones en el período 2005-2010, siendo la primera y más representada de Tippett.

## Personajes
- Mark (tenor)
- Jenifer (soprano)
- Bella (soprano)
- Jack (tenor)
- King Fisher (barítono)
- Sosostris la vidente (contralto)
- Una anciana, sacerdotisa del templo (mezzosoprano)
- Un anciano, sacerdote del templo (bajo)
- Un bailarín (tenor)
- Un borracho (bajo)
- Un ancieno (bajo)
- Una voz anónima (contralto)